# Monte Verzella
Monte Verzella è un piccolo cono piroclastico, individuato recentemente, situato nel vicino borgo di Verzella nel comune di Castiglione di Sicilia. 
Il centro eruttivo dista 15 km dai crateri sommitali dell'Etna e 1,5 km dalla riva del fiume Alcantara. Oggi è praticamente invisibile a causa dei flussi lavici che lo hanno ricoperto. Il cono piroclastico risale tra i 30 e i 25 000 anni fa. 
L'eruzione fu caratterizzata da una moderata attività esplosiva e da un'intensa attività effusiva che ha prodotto una colata lavica, causa di diversi sbarramenti e della modificazione del corso del fiume Alcantara. L'individuazione di questo cono di scorie ha contribuito a definire maggiormente le conoscenze sulla geologia del fianco nord del vulcano Etna.